# Eleições presidenciais de 2016 na Maia

## Resultados oficiais
| Candidato               | Candidato                | Votos   | %               |
| ----------------------- | ------------------------ | ------- | --------------- |
|                         | Marcelo Rebelo de Sousa  | 32 706  | 51,22 / 100,00  |
|                         | António Sampaio da Nóvoa | 13 895  | 21,76 / 100,00  |
|                         | Marisa Matias            | 7 293   | 11,42 / 100,00  |
|                         | Maria de Belém Roseira   | 2 817   | 4,41 / 100,00   |
|                         | Vitorino Silva           | 2 519   | 3,94 / 100,00   |
|                         | Paulo de Morais          | 2 350   | 3,68 / 100,00   |
|                         | Edgar Silva              | 1 393   | 2,18 / 100,00   |
|                         | Henrique Neto            | 468     | 0,73 / 100,00   |
|                         | Jorge Sequeira           | 324     | 0,51 / 100,00   |
|                         | Cândido Ferreira         | 88      | 0,14 / 100,00   |
| Votos Inválidos         | Votos Inválidos          | 1 394   | 2,14 / 100,00   |
| Total                   | Total                    | 65 248  | 100,00 / 100,00 |
| Eleitorado/Participação | Eleitorado/Participação  | 113 590 | 57,44 / 100,00  |

## Resultados por Freguesia
Os resultados dos candidatos por freguesia foram os seguintes:
| Freguesia               | %     | %     | %     | %    | %    | %    | %    | %    | %    | %    | Votantes |
| Freguesia               | MRS   | ASN   | MM    | MBR  | VS   | PM   | ES   | HN   | JS   | CF   | Votantes |
| ----------------------- | ----- | ----- | ----- | ---- | ---- | ---- | ---- | ---- | ---- | ---- | -------- |
| Águas Santas            | 48,04 | 22,98 | 12,70 | 4,63 | 3,98 | 3,52 | 2,81 | 0,69 | 0,55 | 0,10 | 12 710   |
| Castêlo da Maia         | 55,24 | 18,68 | 10,95 | 4,58 | 4,25 | 3,19 | 1,66 | 0,74 | 0,53 | 0,17 | 8 431    |
| Cidade da Maia          | 51,92 | 23,11 | 10,70 | 3,84 | 3,07 | 4,11 | 1,78 | 0,78 | 0,54 | 0,14 | 20 308   |
| Folgosa                 | 58,78 | 17,50 | 8,39  | 4,71 | 4,95 | 2,29 | 2,60 | 0,48 | 0,24 | 0,06 | 1 687    |
| Milheirós               | 45,84 | 22,16 | 13,33 | 4,75 | 5,85 | 3,66 | 2,94 | 0,55 | 0,67 | 0,25 | 2 435    |
| Moreira                 | 52,83 | 19,22 | 11,32 | 4,46 | 4,49 | 4,21 | 2,06 | 0,76 | 0,52 | 0,13 | 6 152    |
| Nogueira e Silva Escura | 52,11 | 19,17 | 13,16 | 4,68 | 5,03 | 3,20 | 1,48 | 0,59 | 0,46 | 0,11 | 3 789    |
| Pedrouços               | 46,59 | 24,81 | 12,43 | 4,69 | 3,83 | 3,23 | 3,18 | 0,72 | 0,26 | 0,26 | 5 812    |
| São Pedro Fins          | 59,21 | 13,91 | 8,47  | 7,11 | 6,49 | 1,88 | 1,78 | 0,84 | 0,21 | 0,10 | 975      |
| Vila Nova da Telha      | 50,73 | 23,31 | 9,29  | 4,59 | 3,65 | 4,63 | 2,16 | 0,97 | 0,66 | 0    | 2 949    |
| Maia                    | 51,22 | 21,76 | 11,42 | 4,41 | 3,94 | 3,68 | 2,18 | 0,73 | 0,51 | 0,14 | 65 248   |

#### Águas Santas
| Candidato               | Candidato                | Votos  | %               |
| ----------------------- | ------------------------ | ------ | --------------- |
|                         | Marcelo Rebelo de Sousa  | 5 993  | 48,04 / 100,00  |
|                         | António Sampaio da Nóvoa | 2 867  | 22,98 / 100,00  |
|                         | Marisa Matias            | 1 584  | 12,70 / 100,00  |
|                         | Maria de Belém Roseira   | 577    | 4,63 / 100,00   |
|                         | Vitorino Silva           | 497    | 3,98 / 100,00   |
|                         | Paulo de Morais          | 439    | 3,52 / 100,00   |
|                         | Edgar Silva              | 350    | 2,81 / 100,00   |
|                         | Henrique Neto            | 86     | 0,69 / 100,00   |
|                         | Jorge Sequeira           | 68     | 0,55 / 100,00   |
|                         | Cândido Ferreira         | 13     | 0,10 / 100,00   |
| Votos Inválidos         | Votos Inválidos          | 236    | 1,85 / 100,00   |
| Total                   | Total                    | 12 710 | 100,00 / 100,00 |
| Eleitorado/Participação | Eleitorado/Participação  | 22 460 | 56,59 / 100,00  |

#### Castêlo da Maia
| Candidato               | Candidato                | Votos  | %               |
| ----------------------- | ------------------------ | ------ | --------------- |
|                         | Marcelo Rebelo de Sousa  | 4 550  | 55,24 / 100,00  |
|                         | António Sampaio da Nóvoa | 1 539  | 18,68 / 100,00  |
|                         | Marisa Matias            | 902    | 10,95 / 100,00  |
|                         | Maria de Belém Roseira   | 377    | 4,58 / 100,00   |
|                         | Vitorino Silva           | 350    | 4,25 / 100,00   |
|                         | Paulo de Morais          | 263    | 3,19 / 100,00   |
|                         | Edgar Silva              | 137    | 1,66 / 100,00   |
|                         | Henrique Neto            | 61     | 0,74 / 100,00   |
|                         | Jorge Sequeira           | 44     | 0,53 / 100,00   |
|                         | Cândido Ferreira         | 14     | 0,17 / 100,00   |
| Votos Inválidos         | Votos Inválidos          | 194    | 2,30 / 100,00   |
| Total                   | Total                    | 8 431  | 100,00 / 100,00 |
| Eleitorado/Participação | Eleitorado/Participação  | 15 557 | 54,19 / 100,00  |

#### Cidade da Maia
| Candidato               | Candidato                | Votos  | %               |
| ----------------------- | ------------------------ | ------ | --------------- |
|                         | Marcelo Rebelo de Sousa  | 10 308 | 51,92 / 100,00  |
|                         | António Sampaio da Nóvoa | 4 588  | 23,11 / 100,00  |
|                         | Marisa Matias            | 2 125  | 10,70 / 100,00  |
|                         | Paulo de Morais          | 816    | 4,11 / 100,00   |
|                         | Maria de Belém Roseira   | 763    | 3,84 / 100,00   |
|                         | Vitorino Silva           | 609    | 3,07 / 100,00   |
|                         | Edgar Silva              | 354    | 1,78 / 100,00   |
|                         | Henrique Neto            | 155    | 0,78 / 100,00   |
|                         | Jorge Sequeira           | 108    | 0,54 / 100,00   |
|                         | Cândido Ferreira         | 27     | 0,14 / 100,00   |
| Votos Inválidos         | Votos Inválidos          | 455    | 2,24 / 100,00   |
| Total                   | Total                    | 20 308 | 100,00 / 100,00 |
| Eleitorado/Participação | Eleitorado/Participação  | 34 288 | 59,23 / 100,00  |

#### Folgosa
| Candidato               | Candidato                | Votos | %               |
| ----------------------- | ------------------------ | ----- | --------------- |
|                         | Marcelo Rebelo de Sousa  | 974   | 58,78 / 100,00  |
|                         | António Sampaio da Nóvoa | 290   | 17,50 / 100,00  |
|                         | Marisa Matias            | 139   | 8,39 / 100,00   |
|                         | Vitorino Silva           | 82    | 4,95 / 100,00   |
|                         | Maria de Belém Roseira   | 78    | 4,71 / 100,00   |
|                         | Edgar Silva              | 43    | 2,60 / 100,00   |
|                         | Paulo de Morais          | 38    | 2,29 / 100,00   |
|                         | Henrique Neto            | 8     | 0,48 / 100,00   |
|                         | Jorge Sequeira           | 4     | 0,24 / 100,00   |
|                         | Cândido Ferreira         | 1     | 0,06 / 100,00   |
| Votos Inválidos         | Votos Inválidos          | 30    | 1,78 / 100,00   |
| Total                   | Total                    | 1 687 | 100,00 / 100,00 |
| Eleitorado/Participação | Eleitorado/Participação  | 2 892 | 58,33 / 100,00  |

#### Milheirós
| Candidato               | Candidato                | Votos | %               |
| ----------------------- | ------------------------ | ----- | --------------- |
|                         | Marcelo Rebelo de Sousa  | 1 090 | 45,84 / 100,00  |
|                         | António Sampaio da Nóvoa | 527   | 22,16 / 100,00  |
|                         | Marisa Matias            | 317   | 13,33 / 100,00  |
|                         | Vitorino Silva           | 139   | 5,85 / 100,00   |
|                         | Maria de Belém Roseira   | 113   | 4,75 / 100,00   |
|                         | Paulo de Morais          | 87    | 3,66 / 100,00   |
|                         | Edgar Silva              | 70    | 2,94 / 100,00   |
|                         | Jorge Sequeira           | 16    | 0,67 / 100,00   |
|                         | Henrique Neto            | 13    | 0,55 / 100,00   |
|                         | Cândido Ferreira         | 6     | 0,25 / 100,00   |
| Votos Inválidos         | Votos Inválidos          | 57    | 2,34 / 100,00   |
| Total                   | Total                    | 2 435 | 100,00 / 100,00 |
| Eleitorado/Participação | Eleitorado/Participação  | 4 018 | 60,60 / 100,00  |

#### Moreira
| Candidato               | Candidato                | Votos  | %               |
| ----------------------- | ------------------------ | ------ | --------------- |
|                         | Marcelo Rebelo de Sousa  | 3 177  | 52,83 / 100,00  |
|                         | António Sampaio da Nóvoa | 1 156  | 19,22 / 100,00  |
|                         | Marisa Matias            | 681    | 11,32 / 100,00  |
|                         | Vitorino Silva           | 270    | 4,49 / 100,00   |
|                         | Maria de Belém Roseira   | 268    | 4,46 / 100,00   |
|                         | Paulo de Morais          | 253    | 4,21 / 100,00   |
|                         | Edgar Silva              | 124    | 2,06 / 100,00   |
|                         | Henrique Neto            | 46     | 0,76 / 100,00   |
|                         | Jorge Sequeira           | 31     | 0,52 / 100,00   |
|                         | Cândido Ferreira         | 8      | 0,13 / 100,00   |
| Votos Inválidos         | Votos Inválidos          | 138    | 2,24 / 100,00   |
| Total                   | Total                    | 6 152  | 100,00 / 100,00 |
| Eleitorado/Participação | Eleitorado/Participação  | 10 740 | 57,28 / 100,00  |

#### Nogueira e Silva Escura
| Candidato               | Candidato                | Votos | %               |
| ----------------------- | ------------------------ | ----- | --------------- |
|                         | Marcelo Rebelo de Sousa  | 1 936 | 52,11 / 100,00  |
|                         | António Sampaio da Nóvoa | 712   | 19,17 / 100,00  |
|                         | Marisa Matias            | 489   | 13,16 / 100,00  |
|                         | Vitorino Silva           | 187   | 5,03 / 100,00   |
|                         | Maria de Belém Roseira   | 174   | 4,68 / 100,00   |
|                         | Paulo de Morais          | 119   | 3,20 / 100,00   |
|                         | Edgar Silva              | 55    | 1,48 / 100,00   |
|                         | Henrique Neto            | 22    | 0,59 / 100,00   |
|                         | Jorge Sequeira           | 17    | 0,46 / 100,00   |
|                         | Cândido Ferreira         | 4     | 0,11 / 100,00   |
| Votos Inválidos         | Votos Inválidos          | 74    | 1,95 / 100,00   |
| Total                   | Total                    | 3 789 | 100,00 / 100,00 |
| Eleitorado/Participação | Eleitorado/Participação  | 6 729 | 56,31 / 100,00  |

#### Pedrouços
| Candidato               | Candidato                | Votos  | %               |
| ----------------------- | ------------------------ | ------ | --------------- |
|                         | Marcelo Rebelo de Sousa  | 2 654  | 46,59 / 100,00  |
|                         | António Sampaio da Nóvoa | 1 413  | 24,81 / 100,00  |
|                         | Marisa Matias            | 708    | 12,43 / 100,00  |
|                         | Maria de Belém Roseira   | 267    | 4,69 / 100,00   |
|                         | Vitorino Silva           | 218    | 3,83 / 100,00   |
|                         | Paulo de Morais          | 184    | 3,23 / 100,00   |
|                         | Edgar Silva              | 181    | 3,18 / 100,00   |
|                         | Henrique Neto            | 41     | 0,72 / 100,00   |
|                         | Jorge Sequeira           | 15     | 0,26 / 100,00   |
|                         | Cândido Ferreira         | 15     | 0,26 / 100,00   |
| Votos Inválidos         | Votos Inválidos          | 116    | 2,00 / 100,00   |
| Total                   | Total                    | 5 812  | 100,00 / 100,00 |
| Eleitorado/Participação | Eleitorado/Participação  | 10 169 | 57,15 / 100,00  |

#### São Pedro Fins
| Candidato               | Candidato                | Votos | %               |
| ----------------------- | ------------------------ | ----- | --------------- |
|                         | Marcelo Rebelo de Sousa  | 566   | 59,21 / 100,00  |
|                         | António Sampaio da Nóvoa | 133   | 13,91 / 100,00  |
|                         | Marisa Matias            | 81    | 8,47 / 100,00   |
|                         | Maria de Belém Roseira   | 68    | 7,11 / 100,00   |
|                         | Vitorino Silva           | 62    | 6,49 / 100,00   |
|                         | Paulo de Morais          | 18    | 1,88 / 100,00   |
|                         | Edgar Silva              | 17    | 1,78 / 100,00   |
|                         | Henrique Neto            | 8     | 0,84 / 100,00   |
|                         | Jorge Sequeira           | 2     | 0,21 / 100,00   |
|                         | Cândido Ferreira         | 1     | 0,10 / 100,00   |
| Votos Inválidos         | Votos Inválidos          | 19    | 1,95 / 100,00   |
| Total                   | Total                    | 975   | 100,00 / 100,00 |
| Eleitorado/Participação | Eleitorado/Participação  | 1 636 | 59,60 / 100,00  |

#### Vila Nova da Telha
| Candidato               | Candidato                | Votos | %               |
| ----------------------- | ------------------------ | ----- | --------------- |
|                         | Marcelo Rebelo de Sousa  | 1 458 | 50,73 / 100,00  |
|                         | António Sampaio da Nóvoa | 670   | 23,31 / 100,00  |
|                         | Marisa Matias            | 267   | 9,29 / 100,00   |
|                         | Paulo de Morais          | 133   | 4,63 / 100,00   |
|                         | Maria de Belém Roseira   | 132   | 4,59 / 100,00   |
|                         | Vitorino Silva           | 105   | 3,65 / 100,00   |
|                         | Edgar Silva              | 62    | 2,16 / 100,00   |
|                         | Henrique Neto            | 28    | 0,97 / 100,00   |
|                         | Jorge Sequeira           | 19    | 0,66 / 100,00   |
|                         | Cândido Ferreira         | 0     | 0,00 / 100,00   |
| Votos Inválidos         | Votos Inválidos          | 75    | 2,54 / 100,00   |
| Total                   | Total                    | 2 949 | 100,00 / 100,00 |
| Eleitorado/Participação | Eleitorado/Participação  | 5 101 | 57,81 / 100,00  |